# Kirche Klitten

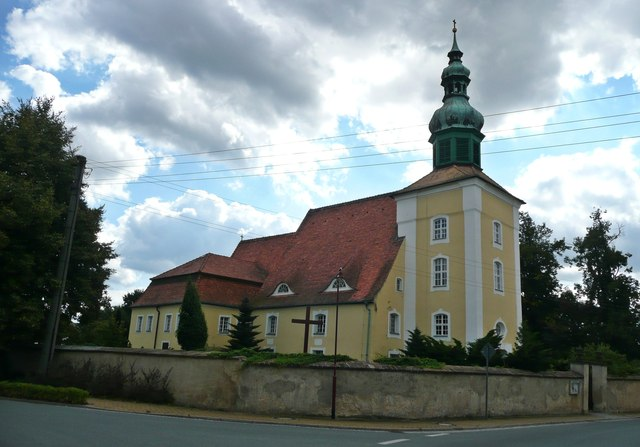
Die evangelische Kirche in Klitten mit Kirchhofsmauer im September 2011

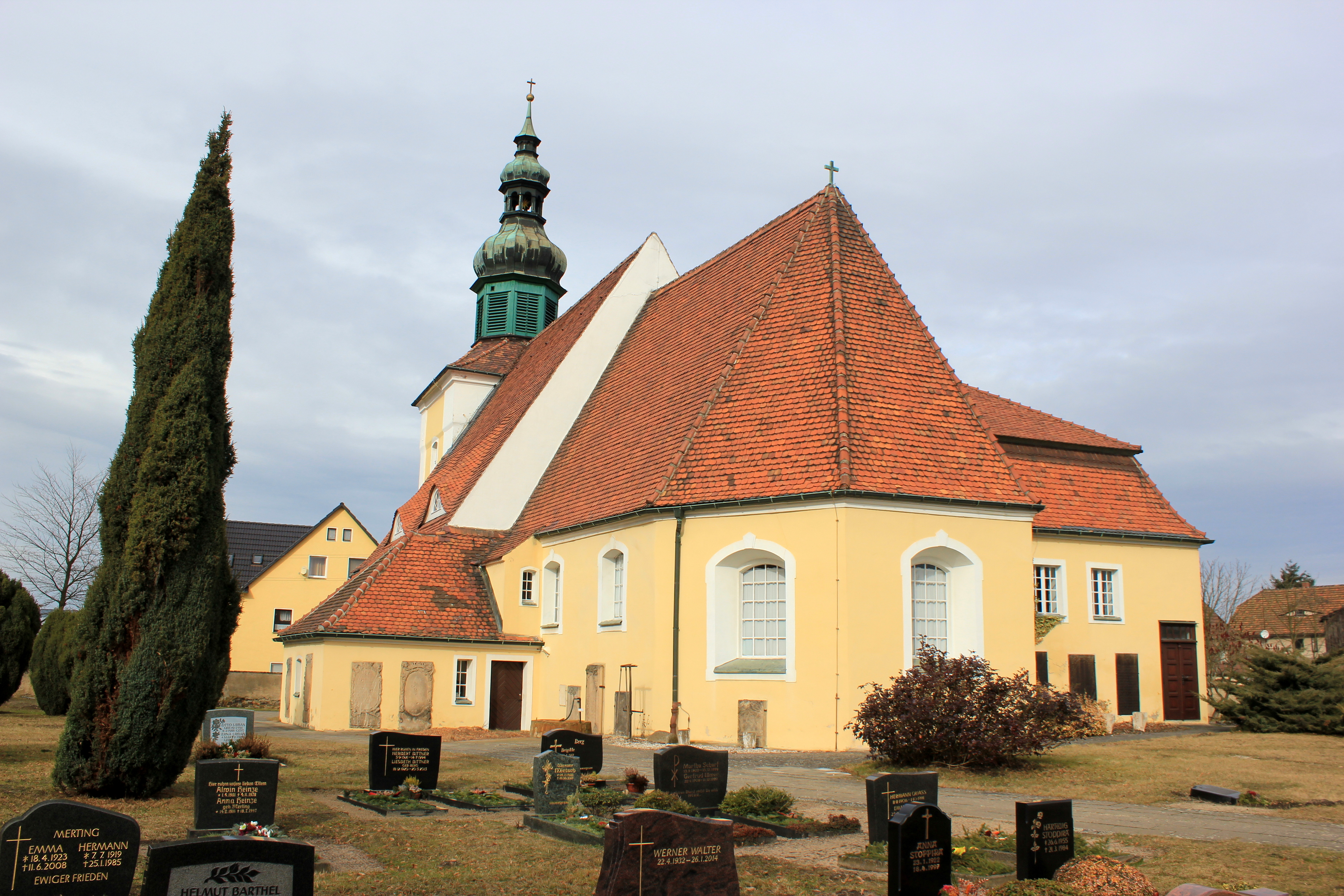
Blick auf den Ostschluss (2017)

Die Kirche Klitten (obersorbisch Klětnjanska cyrkej) ist die evangelisch-unierte Kirche im Ortsteil Klitten der Gemeinde Boxberg/O.L. in der sächsischen Oberlausitz. Das Gebäude gehört der Kirchengemeinde Klitten im Kirchenkreis Schlesische Oberlausitz, der Teil der Evangelischen Kirche Berlin-Brandenburg-schlesische Oberlausitz ist. Die Kirche wird als „bau- und ortsgeschichtlich von Bedeutung“ eingestuft und steht unter Denkmalschutz.

## Baubeschreibung

### Geschichte
Bereits in der Kopie der Kirchenmatrikel des Bistums Meißen aus dem Jahr 1495 wird Klitten als Kirchdorf in der Propstei Budissin erwähnt. Erbaut wurde die erste Kirche im 12. oder 13. Jahrhundert. Im Jahr 1555 wurde das Kirchenschiff unter Leitung des Dorfpatrons Kaspar von Nostitz gebaut und im Jahr 1587 wurde der Altar gestiftet. 1714 wurde der Neubau des Kirchturms fertig gestellt. Zwischen 1769 und 1773 wurde die Kirche schließlich durch Johann Karl von Metzradt umfassend umgebaut und barockisiert. Im Jahr 1904 erfolgte eine umfassende Sanierung der Klittener Kirche, dabei wurde die Sakristei umgebaut und der Turm mit neuen Kirchenglocken ausgestattet. Während des Ersten Weltkrieges mussten die Kirchenglocken zugunsten der Waffenproduktion abgegeben werden und wurden eingeschmolzen. 1924 erhielt die Kirche ein neues Geläut; zehn weitere Jahre später erhielt der Kirchturm eine neue Eindeckung aus Kupfer. Die Klittener Kirche war das letzte Gebäude in Schlesien, dem eine Genehmigung zur Kupfereindeckung erteilt wurde.
Gegen Ende des Zweiten Weltkrieges geriet die Klittener Kirche am 29. April 1945 bei Kampfhandlungen zwischen der 5. Gardearmee der Roten Armee und der Wehrmacht in Brand und brannte bis auf die Grundmauern nieder. Zwei Jahre nach dem Brand wurde mit dem Wiederaufbau begonnen, am 20. September 1947 wurde Richtfest gefeiert. Am 12. März 1950 erfolgte die Kirchweihe, die neue Orgel wurde am 9. Juli 1950 erstmals gespielt. Zwischen 1973 und 1974 wurde die Kirche neu eingedeckt und die Fassade neu verputzt. Ab den 1980er Jahren war das Dorf Klitten für die Devastierung durch den Tagebau Bärwalde vorgesehen, die Braunkohleförderung dort wurde jedoch 1992 eingestellt. An Ostermontag 2009 wurde der sanierte Glockenstuhl eingeweiht.

### Architektur

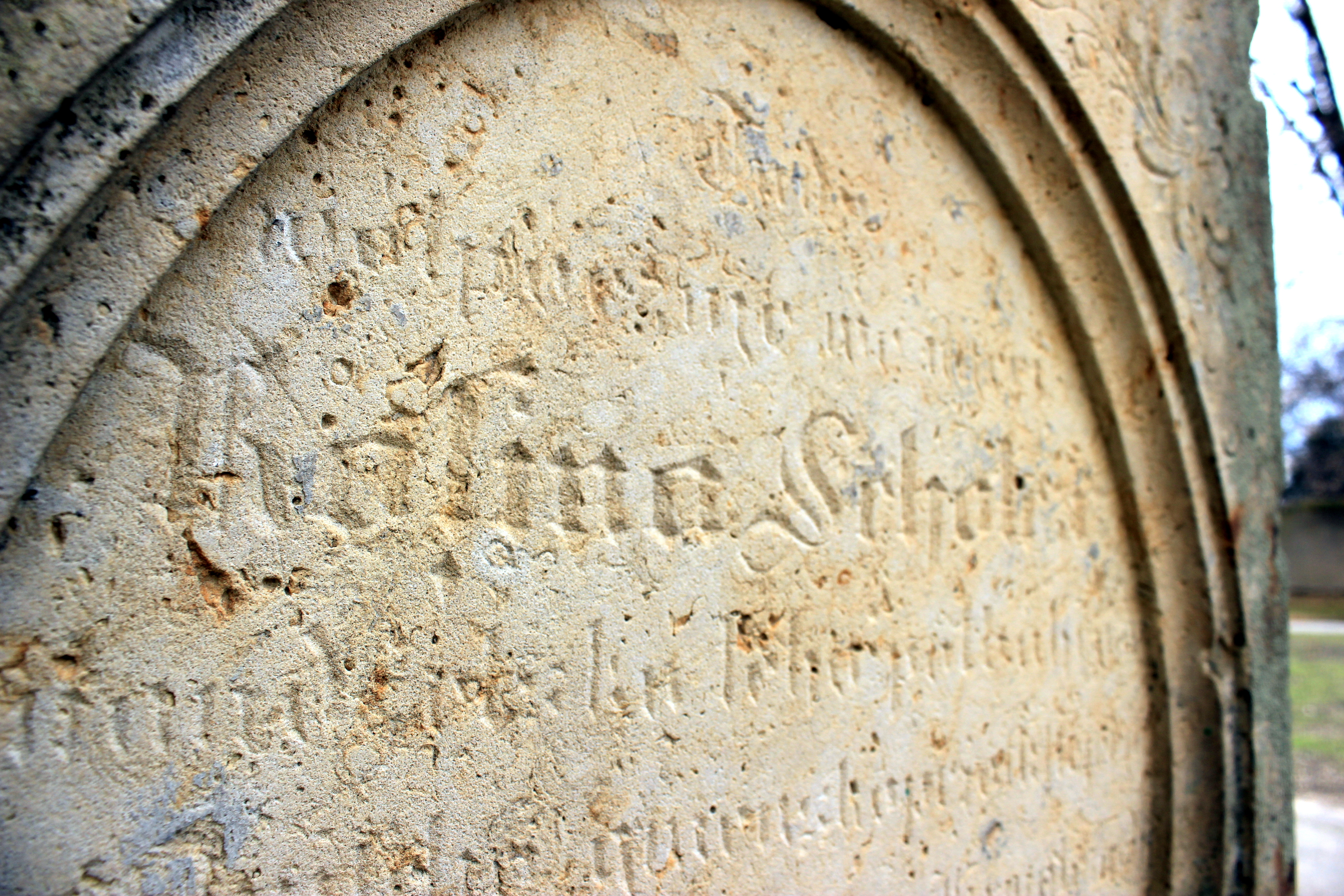
Grabdenkmal mit sorbischer Inschrift an der Außenwand der Kirche

Die im Kern spätgotische Saalkirche hat einen eingezogenen Dreiachtelschluss und einen quadratischen Westturm mit achteckigem Glockengeschoss. Abgeschlossen wird der Turm durch eine doppelte Zwiebelhaube mit Laterne, in der Haube sind auch die Schallöffnungen angeordnet. Das Satteldach des Kirchenschiffs ist am Chor abgewalmt. Im Bereich des Chors ist an der Nordwand eine große, zweigeschossige Loge mit Mansardwalmdach angebaut. Die Kirche hat im Schiff Segmentbogen- und in den Anbauten überwiegend Flachbogenfenster. Der Innenraum ist tonnengewölbt und hat eine zweigeschossige Empore auf drei Seiten. An den Außenwänden sind eine Vielzahl an barocken Grabdenkmälern aus dem 17. und 18. Jahrhundert angebracht, darunter auch solche mit sorbischen Inschriften.

## Ausstattung
Der 1587 gestiftete Flügelaltar aus der Schule Lucas Cranach des Jüngeren wurde beim Brand der Kirche nicht zerstört und konnte erhalten werden. Im Mittelbild ist das Abendmahl Jesu dargestellt, in den Flügeln sind die Auferstehung und die „Anbetung eines Kindes“ abgebildet. Darunter befinden sich kniende Schnitzfiguren des Stifter Kaspar von Nostitz und dessen Frau. An der Südseite des Altarraums befindet sich eine Kreuzigungsgruppe mit einem ursprünglich spätgotischen und später überarbeiteten Kruzifix aus dem 18. Jahrhundert. Die geschnitzte Kanzel aus dem 18. Jahrhundert stammt aus der Görlitzer Frauenkirche und wurde der Klittener Kirchengemeinde nach dem Kirchbrand zur Verfügung gestellt. Der Taufstein wurde 1950 von dem Bildhauer Walter Flemming angefertigt.

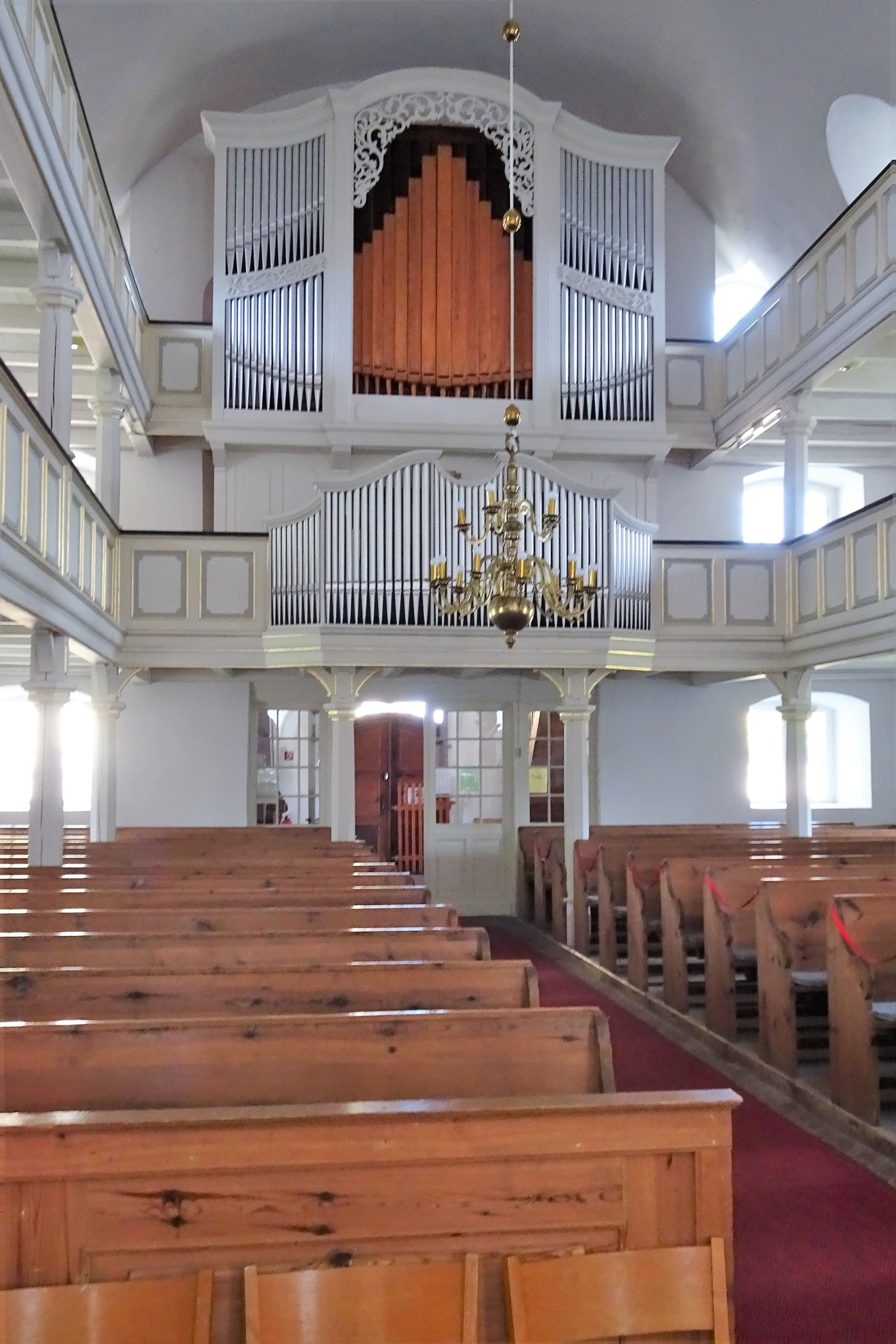
Blick zur Orgelempore (2021)

In der Kirche befindet sich ein Taufengel aus dem 19. Jahrhundert. Eine Orgel wurde 1699 erstmals erwähnt, seit 1857 befand sich in Klitten ein Instrument des Orgelbauers Friedrich Ladegast, die beim Kirchenbrand im April 1945 zerstört wurde. Die heutige Orgel wurde im Jahr 1950 von der Orgelbaufirma A. Schuster & Sohn aus Zittau gebaut. Das dreimanualige Instrument hat 21 Register, das Rückpositiv ist in die Brüstung der Empore eingebaut.

## Kirchengemeinde
Zur Kirchengemeinde Klitten gehören neben dem Pfarrdorf noch die Orte Dürrbach, Jahmen, Kaschel, Klein-Oelsa, Klein-Radisch, Kringelsdorf und Zimpel sowie historisch der Jahmener Gutsanteil von Boxberg. Als Arnošt Muka die Kirchengemeinde im Jahr 1884 besuchte, war der überwiegende Teil (88 Prozent) der Einwohner Sorben. Klitten hatte damals 1700 sorbische und 400 deutsche Beichtgänger sowie 37 sorbische und 14 deutsche Konfirmanden. Gottesdienste fanden zu dieser Zeit jeden Sonntag erst auf Deutsch und danach auf Sorbisch statt. 1995 war Klitten der Austragungsort des Sorbischen Evangelischen Kirchentages.
Die Kirchengemeinde gehörte bis nach dem Zweiten Weltkrieg zur Evangelischen Landeskirche der älteren Provinzen Preußens und kam nach deren Zerfall zur Evangelische Kirche in Schlesien, der späteren Evangelischen Kirche der schlesischen Oberlausitz. Während des 20. Jahrhunderts gehörte Klitten dort zum Kirchenkreis Weißwasser. Im Januar 2004 schlossen sich die Evangelische Kirche der schlesischen Oberlausitz und die Evangelische Kirche in Berlin-Brandenburg zur Evangelischen Kirche Berlin-Brandenburg-schlesische Oberlausitz zusammen. Drei Jahre später erfolgte die Fusion der Kirchenkreise Weißwasser, Görlitz und Niesky zum Kirchenkreis Niederschlesische Oberlausitz, der wiederum am 1. Januar 2014 im Kirchenkreis Schlesische Oberlausitz aufging.